# Plac Artura Zawiszy w Warszawie

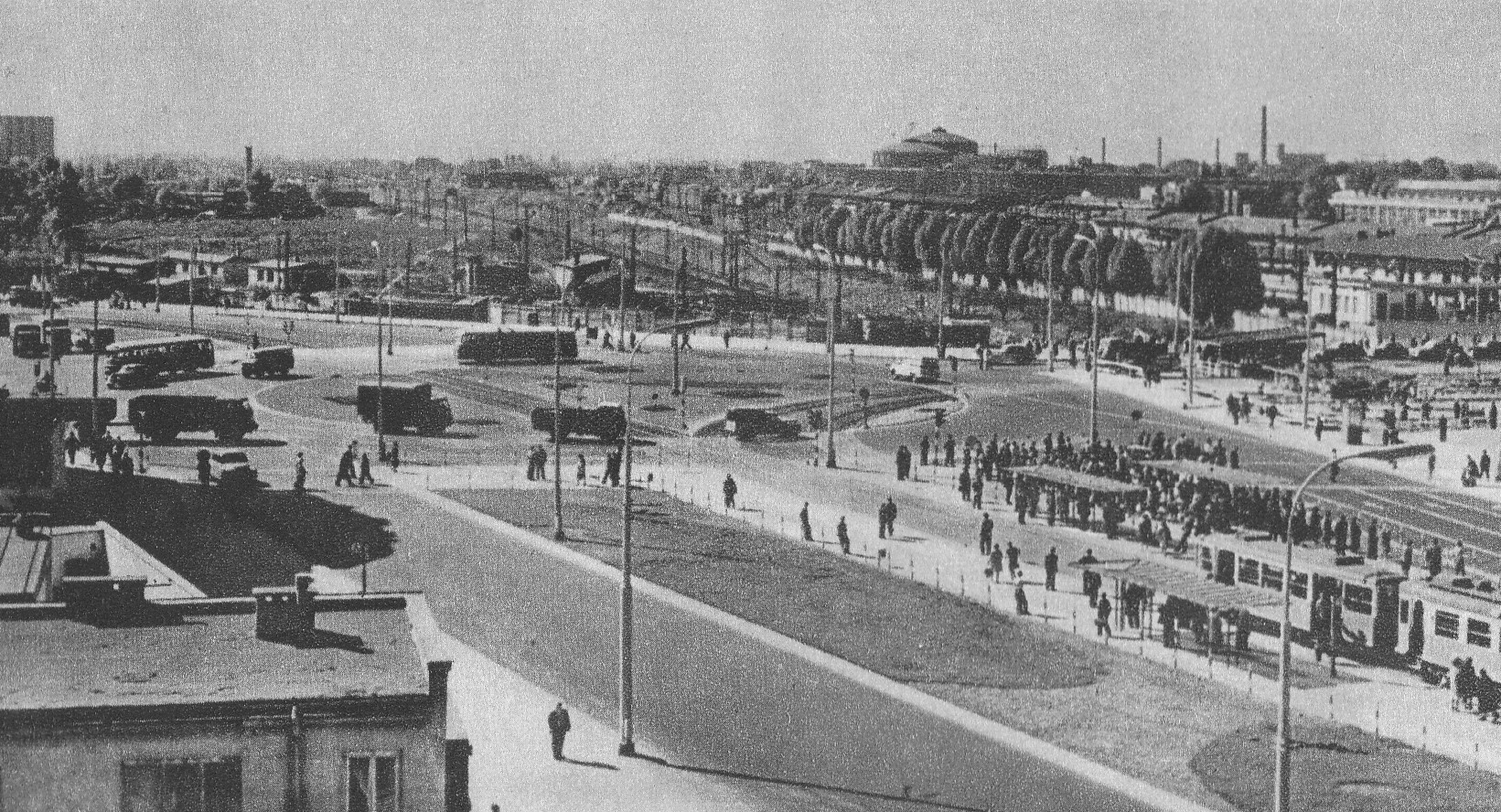
Plac w latach 60. XX wieku

Plac Artura Zawiszy – plac w Warszawie w dzielnicy Ochota, u zbiegu ulic: Alej Jerozolimskich, ul. Raszyńskiej, ul. Grójeckiej i ul. Towarowej.

## Pochodzenie nazwy
W 1833 w miejscu obecnego placu odbyła się egzekucja Artura Zawiszy. Nazwę nadano w czerwcu 1929.

## Historia
W 1770 w biegnących tędy Okopach Lubomirskiego utworzono rogatki i plac postojowy na trasie prowadzącej do osiedla Nowa Jerozolima. 
W 1818 na placu wzniesiono dwa klasycystyczne pawilony rogatkowe (rogatki Jerozolimskie) według projektu Jakuba Kubickiego. Sam plac został wytyczony po roku 1823 u zbiegu Alej Jerozolimskich, ul. Grójeckiej (wtedy zwanej Szosą Krakowską) i dróg biegnących wzdłuż Okopów Lubomirskiego (dziś ulice Raszyńska i Towarowa). W latach 1823–1824 nadano mu owalny kształt i połączono z Nową Drogą Jerozolimską, czyli obecnymi Alejami Jerozolimskimi.
7 września 1831, w czasie powstania listopadowego, stoczono tutaj walkę z wojskami Imperium Rosyjskiego pod dowództwem Iwana Paskiewicza. Po powstaniu położony na peryferiach miasta plac stał się miejscem egzekucji skazańców politycznych.
Po wybudowaniu w roku 1844 torów Kolei Warszawsko-Wiedeńskiej plac stracił połączenie z ul. Towarową, przywrócone dopiero w roku 1930. Po zniwelowaniu otaczających Warszawę Okopów Lubomirskiego około 1875 możliwa stała się zabudowa okolic. Pierwszą mieszkalną zabudowę placu stanowił wybudowany przed rokiem 1914 murowany dom u zbiegu ulic Raszyńskiej i Grójeckiej, będący obok rogatek jedynym budynkiem przy placu aż do lat 20., kiedy to powstała kamienica Lewandowskich u zbiegu Alej Jerozolimskich i ul. Raszyńskiej.
Około roku 1909 przez plac przeprowadzono linię tramwaju elektrycznego, która tutaj kończyła się pętlą. W 1930 przerzucono nad torami dawnej Kolei Warszawsko-Wiedeńskiej wiadukt, przywracając połączenie placu z ul. Towarową.
W 1942 rogatki Jerozolimskie zostały rozebrane przez Niemców. Otaczające plac kamienice zostały zniszczone w 1944 i nie zostały po wojnie odbudowane.
W latach 1962–1963 przebudowano całkowicie układ komunikacyjny placu, tworząc rondo.
W latach 60. i latach 70. przez plac przebiegały drogi międzynarodowe E7 i E82.
W latach 90. znajdował się w ciągu dróg krajowych nr 2 i 7 oraz stanowił punkt początkowy ówczesnej drogi krajowej nr 719. Był także fragmentem przebiegu tras europejskich E30 i E77.

## Ważniejsze obiekty
- Hotel Radisson Blu Sobieski
- Przystanek kolejowy Warszawa Ochota
- Stacja kolejowa Warszawa Główna
- Biurowiec Atlas Tower
- Stacja Muzeum

## Obiekty nieistniejące
- Rogatki Jerozolimskie